# (13556) 1992 OY7
(13556) 1992 OY7 est un astéroïde de la ceinture principale d'astéroïdes découvert en 1992.

## Description
(13556) 1992 OY7 a été découvert le 21 juillet 1992 à l'observatoire de La Silla, au Chili, par Henri Debehogne et Álvaro López-García.

### Caractéristiques orbitales
L'orbite de cet astéroïde est caractérisée par un demi-grand axe de 2,87 UA, un périhélie de 2,09 UA, une excentricité de 0,27 et une inclinaison de 8,74° par rapport à l'écliptique. Du fait de ces caractéristiques, à savoir un demi-grand axe compris entre 2 et 3,2 UA et un périhélie supérieur à 1,666 UA, il est classé, selon la JPL Small-Body Database, comme objet de la ceinture principale d'astéroïdes.

### Caractéristiques physiques
(13556) 1992 OY7 a une magnitude absolue (H) de 12,9 et un albédo estimé à 0,056.